# فهرست معاونان رئیس‌جمهور هند
فهرست نام‌های معاونان رئیس‌جمهور در هندوستان (به انگلیسی: list of Vice-Presidents of India) به ترتیب تاریخ عبارتند از:

## نام به ترتیب سال
1. ساروپالی رادهاکرشنن ۱۹۷۵–۱۸۸۸
2. ذاکر حسین
3. وی.وی. گیری
4. گوپال سواروپ پاتهاک
5. بی.دی. جاتی
6. محمد هدایت‌الله
7. رمسومی ونکترمن
8. شانکار دایال شارما
9. ک.ر. نارایان
10. کریشان کانت
11. بایرون سینگ شخاوات
12. محمد حامد انصاری

.
| ردیف. | نگاره | نام معاون رئیس‌جمهور | تاریخ بر کرسی نشستن | پایان دوره     | رئیس‌جمهور                    |
| ----- | ----- | ------------------- | ------------------- | -------------- | ---------------------------- |
| ۱     |       | ساروپالی رادهاکرشنن | ۱۳ مه ۱۹۵۲          | ۱۲ مه ۱۹۶۲     | راجندرا پراساد               |
| ۲     |       | ذاکر حسین           | ۱۳ مه ۱۹۶۲          | ۱۲ مه ۱۹۶۷     | ساروپالی رادهاکرشنن          |
| ۳     |       | وی.وی. گیری         | ۱۳ ۱۹۶۷             | ۳ مه ۱۹۶۹      | ذاکر حسین                    |
| ۴     |       | گوپال سواروپ پاتهاک | ۱ سپتامبر ۱۹۶۹      | ۱ سپتامبر ۱۹۷۴ | وی.وی. گیری                  |
| ۵     |       | بی.دی. جاتی         | ۱ سپتامبر ۱۹۷۴      | ۲۵ ژوئیه ۱۹۷۷  | فخرالدین علی احمد            |
| ۶     |       | محمد هدایت‌الله      | ۲۵ اوت ۱۹۷۷         | ۲۵ ژوئیه ۱۹۸۲  | نیلم سنجیوا ردی              |
| ۷     |       | رمسومی ونکترمن      | ۲۵ اوت ۱۹۸۲         | ۲۵ ژوئیه ۱۹۸۷  | زیل سینگ                     |
| ۸     |       | شانکار دایال شارما  | ۳ سپتامبر ۱۹۸۷      | ۲۴ ژوئیه ۱۹۹۲  | رمسومی ونکترمن               |
| ۹     |       | ک.ر. نارایان        | ۲۱ اوت ۱۹۹۲         | ۲۴ ژوئیه ۱۹۹۷  | شانکار دایال شارما           |
| ۱۰    |       | کریشان کانت         | ۲۱ اوت ۱۹۹۷         | ۲۷ ژوئیه ۲۰۰۲  | ک.ر. نارایان                 |
| ۱۱    |       | بایرون سینگ شخاوات  | ۱۹ اوت ۲۰۰۲         | ۲۱ ژوئیه ۲۰۰۷  | ابوبکر زین‌العابدین عبدالکلام |
| ۱۲    |       | محمد حامد انصاری    | ۱۱ اوت ۲۰۰۷         | ۱۱ اوت ۲۰۱۷    | پراتیبا پتیل پراناب موکرجی   |